# Medellín (chanson)
Pour les articles homonymes, voir Medellín (homonymie).
Singles de Madonna
Hold Tight
(2015) Crave
(2019)
Pistes de Madame X
Dark Ballet
(2)
Medellín est le premier single de la chanteuse américaine Madonna, en collaboration avec le chanteur colombien Maluma et issu de Madame X, le quatorzième album studio de la chanteuse. Sortie le 17 avril 2019, la chanson fait référence à Medellín, la ville natale de Maluma.

## Genèse
Maluma rencontre Madonna après une interprétation aux MTV Video Music Awards de 2018. En février 2019, Maluma poste une photo sur Instagram de lui en studio avec Madonna. Il révèle dans une entrevue pour le magazine Forbes qu'ils travaillent ensemble : « Madonna et moi préparons ensemble de belles chansons. Je suis très excité. C'est un pas de géant pour ma culture, pour la culture latine, c'est énorme. » Le 15 avril 2019, Madonna partage la pochette du single sur ces différents comptes des réseaux sociaux. Le titre sort le 17 avril 2019 à minuit et est diffusé pour la première fois sur la radio Beats 1.